# Saad Natiq
Saad Natiq Naji (An-Najaf, 19 de março de 1994) é um futebolista iraquiano que atua como zagueiro, atualmente defende o Abha Club.

## Carreira
Saad Natiq fará parte do elenco da Seleção Iraquiana de Futebol nas Olimpíadas de 2016.